# Lijst van pretparkattracties geopend in 2011 (Europa)
Deze pagina bevat een incomplete lijst van pretparkattracties geopend in 2011 in Europa.
| Naam                  | Locatie                | Attractietype             | Opening       | Afbeelding | Beschrijving |
| --------------------- | ---------------------- | ------------------------- | ------------- | ---------- | --- |
| Naga Bay (eerst Dizz) | Bobbejaanland,         | Stalen draaiende achtbaan | mei 2011      |            | |
| Draaikolk             | Familiepark Drievliet, | Breakdance                | 9 april 2011  |            | Stond tot en met 2010 in het park onder de naam Star Dancer                                                                |
| Krake                 | Heide-Park,            | Duikachtbaan              | 16 april 2011 |            | |
| Kwal                  | Familiepark Drievliet, | Enterprise                | 9 april 2011  |            | Stond tot en met 2010 in het park onder de naam Space Loop                                                                 |
| Maus au Chocolat      | Phantasialand,         | Interactieve darkride     | 9 juni 2011   |            | |
| Nautilus              | Familiepark Drievliet, | Frisbee                   | 9 april 2011  |            | Stond van 2003 tot en met 2010 in het park onder de naam Lunatic                                                           |
| Raveleijn             | Efteling,              | Theater                   | 6 april 2011  |            | |
| Speed of Sound        | Walibi Holland,        | Stalen shuttle-achtbaan   | 2011          |            | Stond van 2000 tot en met 2007 in het park onder de naam La Via Volta                                                      |
| Tiger Express         | La Mer de Sable,       | Stalen wildemuis-achtbaan | 2011          |            | Verplaatst vanuit Walibi Holland waar de baan bekend van 2002 tot en met 2010 stond onder de naam Flying Dutchman Goldmine |
| Tikal                 | Phantasialand,         | Vrije val                 | 2011          |            | |
| Van Helsing's Factory | Movie Park Germany,    | Stalen overdekte achtbaan | 18 juni 2011  |            | De achtbaan is gebouwd in het gebouw waar vroeger Gremlin Invasion was gehuisvest                                          |